# Die My Love
Die My Love é um  filme americano de terror e humor ácido dirigido por Lynne Ramsay e co-escrito por Enda Walsh. É uma adaptação do romance de 2017 de Ariana Harwicz sobre uma nova mãe no interior da França que desenvolve depressão pós-parto e entra em psicose. O filme é estrelado por Jennifer Lawrence e Robert Pattinson, com Lawrence produzindo através de sua produtora Excellent Cadaver. É o primeiro filme de Ramsay desde You Were Never Really Here (2017).
O filme estreiou no Festival de Cinema de Cannes de 2025 em 17 de maio, em competição pelo Palma de Ouro. Está programado para ser lançado nos Estados Unidos em 7 de novembro de 2025.

## Premissa
Em uma casa de fazenda no interior de Montana, uma mulher tem problemas de saúde mental quando seu casamento se rompe.

## Elenco
- Jennifer Lawrence como Grace
- Robert Pattinson como Jackson
- Lakeith Stanfield como Karl
- Sissy Spacek como Pam
- Nick Nolte como Harry
- Marcus Della Rosa como O salva-vidas

## Produção
Em novembro de 2022, Jennifer Lawrence confirmou que estrelaria uma adaptação do romance de Ariana Harwicz, Die, My Love, com Lynne Ramsay dirigindo a partir de um roteiro que ela coescreveu com o dramaturgo Enda Walsh. Ramsay abordou Walsh para escrever o primeiro rascunho do roteiro antes de ela escrever o segundo e último rascunho. Em julho de 2024, foi anunciado que Robert Pattinson estava em negociações para se juntar ao filme, produzido por Martin Scorsese e Andrea Calderwood ao lado da equipe Excellent Cadaver de Lawrence e Justine Ciarrocchi. Em agosto, Lakeith Stanfield, Sissy Spacek e Nick Nolte se juntaram ao elenco.
A produção começou em Calgary, Canadá, e arredores, em 19 de agosto de 2024, e terminou em 16 de outubro de 2024. As filmagens estavam originalmente marcadas para ocorrer em 2023 antes de serem adiadas devido às greves de Hollywood. O diretor de fotografia Seamus McGarvey filmou o filme na proporção de 35 mm e 1,33:1 da Academy Ratio, inspirando-se em Repulsion (1965) e Rosemary's Baby (1968) de Roman Polanski.

### Música
Em abril de 2024, Ramsay disse que estava escrevendo músicas com George Vjestica, para que Lawrence possa cantar.

## Lançamento
Em abril de 2025, foi anunciado que Die, My Love teria sua estreia mundial no Festival de Cinema de Cannes daquele ano, em competição pela Palma de Ouro. Mais tarde naquele mês, o recém-lançado 193 adquiriu o filme para lidar com as vendas de distribuição.Logo após sua estreia em Cannes, Mubi adquiriu os direitos de distribuição do filme na América do Norte e Latina, Reino Unido, Irlanda, Alemanha, Áustria, Suíça, Itália, Espanha, Benelux, Turquia, Índia, Austrália e Nova Zelândia por US$ 24 milhões, sua maior aquisição até o momento, comprometendo-se com um lançamento teatral por 45 dias em 1.500 telas nos Estados Unidos. Está programado para ser lançado nos Estados Unidos em 7 de novembro de 2025.

## Recepção
No site agregador de críticas Rotten Tomatoes, 78% das 49 resenhas dos críticos são positivas. O Metacritic, que usa uma média ponderada, atribuiu ao filme uma pontuação de 72 em 100, baseado em 15 críticos, indicando críticas "geralmente favoráveis".
Muitos críticos destacaram o desempenho de Lawrence, que Deadline Hollywood descreveu como merecedor de um Óscar, e a direção de Ramsay para elogios. Tim Grierson, do Screen International, declarou Lawrence como "o fósforo que ilumina o quinto recurso emocionante e lento de Lynne Ramsay". Nicholas Barber da BBC escreveu que Lawrence "está melhor do que nunca". Owen Gleiberman de Variety apontou que 'Die, My Love não explora as experiências sobre os fardos da maternidade, observando que, em vez disso, é projetado "como uma espécie de filme de tese: imprudente na superfície, mas superdeterminado".